# Saint-Joseph-de-Mékinac
Saint-Joseph-de-Mékinac est un village ou hameau de Trois-Rives dans Mékinac en Mauricie au Québec (Canada).

## Toponymie
Mikinak signifie « tortue » dans les langues algonquiennes,.

## Géographie
Le village est établi dans la vallée de la rivière Mékinac.

## Histoire
Le canton de Mékinac est proclamé le 14 novembre 1874. Le canton est colonisé à partir du début de la décennie 1880. La mission de Saint-Joseph-de-Mékinac est fondée en 1885, puis une chapelle est érigée de 1888 à 1894.
Un moulin à scie fonctionnant à la vapeur opéré par Alfred Naud dessert la communauté en 1897. La paroisse compte une dizaine d'agriculteurs en 1910. Deux fermes laitières subsistent en 1985.
La commission scolaire Saint-Joseph de Mékinac est fondée en 1918. Une école est établie dans la résidence Naud en 1930.